# Gwendolyn Ann Magee
Gwendolyn (Gwen) Ann Magee (31 de agosto de 1943 - 27 de abril de 2011) fue una artista de fibra afroamericana. Aprendió a acolchar en la mitad de su vida, Magee rápidamente se hizo conocida en el mundo del arte de la fibra por sus colchas abstractas y narrativas que representaban la experiencia afroamericana. Su trabajo se puede encontrar en las colecciones permanentes del Museo de Arte de Mississippi, el Museo de Historia de Mississippi, el Museo de la Universidad Estatal de Míchigan y la Galería Renwick del Museo Smithsonian de Arte Americano y ha sido exhibido internacionalmente.

## Biografía
Magee nació como Gwendolyn (Gwen) Ann Jones en 1943 en High Point, Carolina del Norte. De niña, su madre adoptiva, una maestra de escuela llamada Annie Lee Jones la expuso al arte, la artesanía y los museos. Sus padres se suscribieron a la serie The Metropolitan Seminars in Art de 24 volúmenes de John Canaday y a Art Treasures of the World de 30 volúmenes publicada por Harry N. Abrams, Magee se sintió atraída por los volúmenes con Van Gogh y Gauguin debido a al uso vibrante del color por parte de estos artistas. Graduada en 1959 de la Escuela Secundaria William Penn en High Point, ingresó en el Woman's College de la Universidad de Carolina del Norte (UNC) cercana  a Greensboro. UNC estaba en su cuarto año de desegregación y Magee fue una de los cinco afroamericanos en su clase. Durante su tiempo en la UNC, Greensboro fue un centro de actividades de derechos civiles y Magee participó activamente en manifestaciones locales contra la segregación en la comunidad, una experiencia que luego influiría en su trabajo artístico.
Después de su graduación en 1963 con una licenciatura en sociología, Jones continuó sus estudios de posgrado en ciencias sociales en las universidades de Kent State y Washington, trabajando como asistente en varios proyectos de investigación. Ella nunca obtuvo un título de posgrado pero sí ayudó con muchos estudios de trabajo de campo. Fue durante uno de estos estudios en Mound Bayou, Mississippi, cuando conoció al Dr. D. E. Magee, un oftalmólogo. Los dos se casaron en 1969 y, después de que el Dr. Magee completara su residencia en Filadelfia, la pareja se mudó a Jackson, Mississippi, donde establecieron carreras y criaron a sus dos hijas, Kamili y Aliya.
Magee murió en Jackson en 2011 después de luchar contra una enfermedad a largo plazo. Ella tenía 67 años.

## Carrera artística
Queriendo hacer colchas para que sus hijas las llevaran a la universidad, Magee se inscribió en una clase de acolchados en 1989. Después de completar las clases en Joy's Craft Shop en Jackson y Anne's Quilt Shop en Clinton, Magee se enteró de los Jackson Quilters y la Mississippi Quilt Association, donde era la única integrante afroamericana de los grupos en ese momento. Mirando hacia atrás en ese momento, Magee relató: "Después de que realmente me interesé en el acolchado, comencé a buscar información sobre otros acolchadores afroamericanos, y al principio, las únicas referencias que pude encontrar nos destacaron del 'arte popular' o 'afuera las perspectivas de los artistas, y expusieron todo tipo de teorías que no llegaron a decir que no éramos capaces de unir puntos y armar colchas intrincadas y "bien hechas". Este fue un factor en mi determinación de que nadie podría decir que mi mano de obra era mala". Rápidamente se destacó en su oficio y pasó de los patrones tradicionales de bloques a diseños abstractos y narrativos más ambiciosos que relatan la historia y la cultura afroamericana. Magee también obtuvo influencias desde su infancia en un hogar creativo, su educación en ciencias sociales, su participación en el movimiento de derechos civiles, su carrera en trabajo social, negocios, y sus experiencias como esposa, madre y abuela. 
A lo largo de los años 1990 y 2000, Magee usó sus colchas para llamar la atención sobre las injusticias raciales del pasado y del presente. Muchos de sus edredones, incluido When Hope Unborn Had Died, narran el impacto de la esclavitud en los Estados Unidos. De 2000 a 2004, Magee trabajó en una serie de doce colchas inspiradas en la canción "Lift Every Voice and Sing" de James Weldon Johnson. A través de su arte textil, Magee también ha respondido a eventos contemporáneos. En respuesta a la votación del estado de Misisipi para mantener la cruz de batalla confederada en su bandera estatal, creó Southern Heritage / Southern Shame en 2001, con imágenes en capas de la bandera confederada, cuerpos colgando de nudos y la capucha de un Ku Klux Klan túnica. También su edredón, Requiem, representa la pérdida de la cultura afroamericana cuando el huracán Katrina devastó Nueva Orleans.
El trabajo de Magee se encuentra en las colecciones permanentes del Museo de Arte de Mississippi, el Museo de Historia de Mississippi (Departamento de Archivos e Historia), el Museo de la Universidad Estatal de Míchigan y la Galería Renwick del Museo Smithsonian de Arte Americano. El trabajo de Magee también se ha exhibido en el Museo de Artes y Diseño, el Museo de Historia de Atlanta, la Galería Nacional de Arte de Namibia, la Exposición Val d'Argent en Alsacia, Francia, el Museo Victoria y Albert en Londres y en muchos otros museos y galerías internacionales. Ha recibido numerosos premios y becas, incluido el Instituto de Artes Visuales y Letras de Mississippi del año (2003), un Ford Fellow de artistas de los Estados Unidos (2007) y un premio del Gobernador a la excelencia en artes visuales (2011), entre otros.

## Historia de la exposición
Exposiciones individuales
- Piezas del pasado: El arte de Gwendolyn Magee, Museo de High Point en High Point, Carolina del Norte (5 de diciembre de 2014 - 21 de febrero de 2015)
- Levante cada voz y cante: Los edredones de Gwendolyn Ann Magee, Galería Gatewood de la Universidad de Carolina del Norte en Greensboro (11 de septiembre al 8 de noviembre de 2014)
- Viaje del espíritu: el arte de Gwendolyn Magee, Museo de Arte de Mississippi (2005)

## Trabajos publicados
- Cenizas de fe. Bwire, Robert, 2007, arte de la portada.
- Una comunión de los espíritus: Colchas afroamericanas, conservadores y sus historias . Roland Freeman, 1996.
- Color Play. Wolfrom, Joen, 2000.
- Interpretación feminista de la Biblia y la hermenéutica de la liberación. Schroer, Silvia y Sophia Bietenhard, eds, 2003, arte de la portada.
- Viaje del Espíritu: El arte de Gwendolyn A. Magee . Museo de Arte de Mississippi, 2004.
- Edredones de Mississippi. Mary Elizabeth Johnson, 2001.
- Portafolio 12. Publicación de Studio Art Quilt Associates, 2005.
- Espíritus de la tela: edredones afroamericanos contemporáneos. Carolyn Mazloomi, 1998.
- Ritmos de textura: acolchar la tradición del jazz. Carolyn Mazloomi, 2007.
- La historia de Mississippi. Museo de Arte de Mississippi, 2007.
- Hilos de fe: trabajos recientes de la red de colchas de mujeres de color. Carolyn Mazloomi y Patricia C. Pongracz, 2004.